# Ара дел Туфо (Фрозиноне)
Ара дел Туфо је насеље у Италији у округу Фрозиноне, региону Лацио.
Према процени из 2011. у насељу је живело 33 становника. Насеље се налази на надморској висини од 103 м.